# Mahmud Khan (Horda d'Or)
Mahmud Khan (Mäxmüd Khan) fou pretendent al kanat de l'Horda d'Or o Gran Horda a la mort del seu pare Kutjuk Muhammad vers 1459 o 1460, en lluita contra el seu germà Ahmad Khan.
La lluita es va allargar fins vers el 1465 quan Mahmud es va establir a Xacitarxan (Citerchan a les fonts italianes), al costat de la moderna Astracan, i va establir el Kanat d'Astracan, independent de la Gran Horda, però mantenint relacions de respecte amb els seus veïns la Gran Horda i l'Horda Nogai occidental. Va encunyar la seva pròpia moneda a Astracan i a Ordubazar, sense dates, en les que es titula "Mahmud Khan fill de Muhammad Khan fill de Timur Khan".
El 10 d'abril de 1466 va escriure una carta al sultà otomà demanant l'establiment de relacions diplomàtiques i va enviar ambaixadors a Istanbul.